# Tournoi d'ouverture du championnat du Salvador de football 2004
Navigation
Saison précédente Saison suivante
Le Tournoi Apertura 2004 est le treizième tournoi saisonnier disputé au Salvador.
C'est cependant la 60e fois que le titre de champion du Salvador est remis en jeu.
Lors de ce tournoi, l'Alianza FC a tenté de conserver son titre de champion du Salvador face aux neuf meilleurs clubs salvadoriens.
Chacun des dix clubs participant était confronté deux fois aux neuf autres équipes. Puis les quatre meilleurs se sont affrontés lors d'une phase finale à la fin du tournoi.
Seulement une place était qualificative pour la Copa Interclubes UNCAF.

## Les 10 clubs participants
| \| CD Águila Alianza FC San Salvador FC CD Atlético Balboa Club Deportivo FAS AD Isidro-Metapan CD Municipal Limeño CD Luis Ángel Firpo Once Lobos Once Municipal Alianza FC San Salvador FC \| Localisation des clubs. |
| CD Águila Alianza FC San Salvador FC CD Atlético Balboa Club Deportivo FAS AD Isidro-Metapan CD Municipal Limeño CD Luis Ángel Firpo Once Lobos Once Municipal Alianza FC San Salvador FC                               |

| Club                | Stade                        | Capacité | Ville              |
| CD Águila           | Stade Juan Francisco Barraza | 10 000   | San Miguel         |
| Alianza FC          | Stade Cuscatlán              | 45 925   | San Salvador       |
| CD Atlético Balboa  | Stade Marcelino Imbers       | 4 000    | La Unión           |
| Club Deportivo FAS  | Stade Oscar Quiteño          | 15 000   | Santa Ana          |
| AD Isidro-Metapan   | Stade Jorge Calero Suárez    | 8 000    | Metapán            |
| CD Municipal Limeño | Stade Jose Ramon Flores      | 5 000    | Santa Rosa de Lima |
| CD Luis Ángel Firpo | Stade Sergio Torres          | 5 000    | Usulután           |
| Once Lobos          | Stade Cesar Hernández        | 15 000   | Chalchuapa         |
| Once Municipal      | Stade Simeón Magaña          | 5 000    | Ahuachapán         |
| San Salvador FC     | Stade Cuscatlán              | 45 925   | San Salvador       |

## Compétition
Le tournoi Apertura se déroule de la même façon que les tournois des championnats précédents, en deux phases :
- La phase de qualification : les dix-huit journées de championnat.
- La phase finale : les matchs aller-retour allant des demi-finales à la finale.

### Phase de qualification
Lors de la phase de qualification les dix équipes affrontent à deux reprises les neuf autres équipes selon un calendrier tiré aléatoirement.
Les quatre meilleures équipes sont qualifiées pour les demi-finales.
Le classement est établi sur le barème de points classique (victoire à 3 points, match nul à 1, défaite à 0).
Le départage final se fait selon les critères suivants :
- Le nombre de points.
- Match d'appui si une qualification est en jeu.
- La différence de buts générale.
- Le nombre de buts marqué.

#### Classement
| Rang | Équipe              | Pts | J  | G | N | P  | Bp | Bc | Diff |
| ---- | ------------------- | --- | -- | - | - | -- | -- | -- | ---- |
| 1    | Club Deportivo FAS  | 32  | 18 | 9 | 5 | 4  | 26 | 19 | +7   |
| 2    | San Salvador FC     | 32  | 18 | 9 | 5 | 4  | 30 | 33 | -3   |
| 3    | CD Atlético Balboa  | 30  | 18 | 7 | 9 | 2  | 26 | 13 | +13  |
| 4    | AD Isidro-Metapan   | 29  | 18 | 8 | 5 | 5  | 25 | 24 | +1   |
| 5    | CD Luis Ángel Firpo | 29  | 18 | 7 | 8 | 3  | 26 | 13 | +13  |
| 6    | CD Águila           | 23  | 18 | 5 | 8 | 5  | 24 | 20 | +4   |
| 7    | Alianza FC (T)      | 21  | 18 | 6 | 3 | 9  | 19 | 25 | -6   |
| 8    | Once Lobos (P)      | 19  | 18 | 4 | 7 | 7  | 22 | 21 | +1   |
| 9    | Once Municipal (P)  | 19  | 18 | 5 | 4 | 9  | 15 | 26 | -11  |
| 10   | CD Municipal Limeño | 6   | 18 | 0 | 6 | 12 | 12 | 31 | -19  |

| Légende : Qualifications et relégations | Légende : Qualifications et relégations                  |
| --------------------------------------- | -------------------------------------------------------- |
|                                         | Qualifié pour les demi-finales                           |
|                                         | (T) : Tenant du titre (P) : Promu de la saison 2003-2004 |

#### Matchs
| Résultats (▼dom., ►ext.)                                   | Agu | Ali | Bal | FAS | Lui | Isi | Lim | Lob | Onc | San |
| CD Águila                                                  |     | 1-1 | 1-1 | 1-1 | 0-0 | 3-0 | 1-0 | 2-1 | 5-0 | 3-3 |
| Alianza FC                                                 | 2-0 |     | 0-2 | 1-2 | 1-0 | 2-1 | 3-1 | 1-0 | 0-1 | 2-3 |
| CD Atlético Balboa                                         | 0-0 | 2-2 |     | 1-0 | 0-0 | 1-1 | 0-0 | 1-1 | 2-0 | 6-1 |
| Club Deportivo FAS                                         | 3-1 | 3-0 | 2-1 |     | 1-0 | 2-1 | 2-1 | 2-1 | 1-0 | 1-1 |
| CD Luis Ángel Firpo                                        | 1-1 | 1-0 | 1-1 | 3-1 |     | 1-1 | 3-1 | 1-1 | 3-0 | 1-1 |
| AD Isidro-Metapan                                          | 2-1 | 1-0 | 0-2 | 2-1 | 0-0 |     | 2-1 | 3-3 | 3-2 | 1-3 |
| CD Municipal Limeño                                        | 0-2 | 1-1 | 0-2 | 1-1 | 0-2 | 1-2 |     | 1-1 | 2-2 | 2-3 |
| Once Lobos                                                 | 2-2 | 3-0 | 3-1 | 2-1 | 1-2 | 0-0 | 2-0 |     | 0-1 | 1-2 |
| Once Municipal                                             | 1-0 | 1-2 | 0-2 | 1-1 | 3-1 | 0-1 | 0-0 | 0-0 |     | 2-0 |
| San Salvador FC                                            | 2-0 | 2-1 | 1-1 | 1-1 | 0-6 | 1-4 | 2-0 | 1-0 | 3-1 |     |
| - Victoire à domicile - Match nul - Victoire à l'extérieur |     |     |     |     |     |     |     |     |     |     |

### La phase finale
Les quatre équipes qualifiées sont réparties dans le tableau final d'après leur classement général.
En cas d'égalité sur la somme des deux matchs ou lors de la finale, des prolongations puis une séance de tirs au but ont lieu.

#### Tableau
|  | 1/2 finale         | 1/2 finale         | 1/2 finale         | 1/2 finale | 1/2 finale | 1/2 finale         |                    |     | Finale | Finale | Finale | Finale | Finale |  |
|  |                    |                    |                    |            |            |                    |                    |     |        |        |        |        |        |  |
|  |                    |                    |                    |            |            |                    |                    |     |        |        |        |        |        |  |
|  |                    |                    |                    |            |            |                    |                    |     |        |        |        |        |        |  |
|  | Club Deportivo FAS | Club Deportivo FAS | (1)                | 1          | 3          |                    |                    |     |        |        |        |        |        |  |
|  | Club Deportivo FAS | Club Deportivo FAS | (1)                | 1          | 3          |                    |                    |     |        |        |        |        |        |  |
|  | AD Isidro-Metapan  | AD Isidro-Metapan  | (4)                | 2          | 0          |                    |                    |     |        |        |        |        |        |  |
|  | AD Isidro-Metapan  | AD Isidro-Metapan  | (4)                | 2          | 0          | Club Deportivo FAS | Club Deportivo FAS | (1) | 0      | 0(4)   |        |        |        |  |
|  |                    |                    |                    |            |            |                    | Club Deportivo FAS | (1) | 0      | 0(4)   |        |        |        |  |
|  |                    | CD Atlético Balboa | CD Atlético Balboa | (3)        | 0          | 0(3)               |                    |     |        |        |        |        |        |  |
|  | San Salvador FC    | San Salvador FC    | CD Atlético Balboa | (3)        | 0          | 0(3)               | (2)                | 1   | 1      | 0      |        |        |        |  |
|  | San Salvador FC    | San Salvador FC    |                    |            |            |                    | (2)                | 1   | 1      | 0      |        |        |        |  |
|  | CD Atlético Balboa | CD Atlético Balboa | (3)                | 1          | 1          | 2                  |                    |     |        |        |        |        |        |  |
|  | CD Atlético Balboa | CD Atlético Balboa | (3)                | 1          | 1          | 2                  |                    |     |        |        |        |        |        |  |

#### Demi-finales
| Club               | Aller | Retour | Club               | Commentaire        |
| Club Deportivo FAS | 1-2   | 3-0    | AD Isidro-Metapan  |                    |
| San Salvador FC    | 1-1   | 1-1    | CD Atlético Balboa | Prolongation : 0-2 |

#### Finale
| 18 décembre 2004                                                | Club Deportivo FAS | 0:0 (a.p.)                                                                 | CD Atlético Balboa | Stade Cuscatlán |
|                                                                 |                    | (0:0)                                                                      |                    |                 |
| Murgas · Góchez · Mafla · Umaña · Pacheco · Velásquez · Messías | Tirs au but 4:3    | De Mello · Henríquez · Valerio · Asprilla · Salamanca · Mercado · González |                    |                 |

## Bilan du tournoi
| Tableau d'Honneur     |                    |
| Compétition           | Vainqueur          |
| Tournoi Apertura 2004 | Club Deportivo FAS |

| Qualifications continentales 2005-2006    |                            |
| Copa Interclubes UNCAF                    | Qualifiés                  |
| Premier tour (en)                         | Club Deportivo FAS         |
| Promotion Segunda División de El Salvador | C.D. Atletico Chaparrtique |
| Promotion Segunda División de El Salvador | C.D. Arcense               |